# Mannitolo deidrogenasi (citocromo)
La mannitolo deidrogenasi (citocromo) è un enzima appartenente alla classe delle ossidoreduttasi, che catalizza la seguente reazione:
D-mannitolo + ferrocitocromo c ⇄ D-fruttosio + ferrocitocromo c
L'enzima agisce sui polioli con una configurazione D-liso, come il D-mannitolo ed il D-sorbitolo.